# 1999-es Fiatal Táncosok Eurovíziója
Az 1999-es Fiatal Táncosok Eurovíziója volt a nyolcadik Fiatal Táncosok Eurovíziója, melyet Franciaországban, Lyonban rendeztek meg. A pontos helyszín az Opéra de Lyon volt. Az elődöntőre 1999. július 4-én, a döntőre 1999. július 10-én került sor. Az Eurovíziós Dalfesztivállal ellenben itt nem az előző évi győztes rendez, hanem pályázni kell a rendezés jogára. Az 1997-es verseny a spanyol Antonio Carmena San José győzelmével zárult, aki az „Angelitos locos” című táncát adta elő a lengyelországi Gdyniában.

## A helyszín és a verseny
A verseny pontos helyszíne a franciaországi Lyonban található Opéra de Lyon volt, amely csaknem 1 100 fő befogadására alkalmas.
| Franciaország Lyon |

## A résztvevők
Először vett részt a versenyen Csehország.
Négy ország tért vissza ebben az évben, az Egyesült Királyság, a házigazda Franciaország, Hollandia és Svájc. Ugyanakkor visszalépett a versenytől Észtország és Szlovákia. Így tizenhat ország vett részt a versenyen.
Magyarország is indult a megmérettetésen. Hazánkat Bongár Attila képviselte, aki Marius Petipa „Le Corsaire” című koreográfiáját adta elő, de nem jutott be a döntőbe. Sorozatban harmadik alkalommal nem volt magyar induló a döntőben. Ez volt Magyarország eddigi utolsó részvétele a versenyen.
Sorozatban másodszor vett részt a szlovén Ana Klašnja. Akárcsak előző részvételén, ezúttal is kiesett az elődöntőben.
A szakmai zsűri tíz országot juttatott tovább a döntőbe, így hat ország esett ki a verseny első fordulójában.

## Zsűri
- Borisz Ejfman (Zsűrielnök)
- Maguy Marin
- Meryl Tankard
- Jean-Christophe Maillot
- Tero Saarinen
- Vicente Sáez
- Viktória Maragopúlu

## Elődöntő
Az elődöntőt 1999. július 4-én rendezték meg tizenhat ország részvételével. A továbbjutók sorsáról a héttagú szakmai zsűri döntött. Tíz ország jutott tovább a döntőbe.
| # | Ország             | Táncos                                 | Tánc                         | Koreográfus             | Eredmény     |
| - | ------------------ | -------------------------------------- | ---------------------------- | ----------------------- | ------------ |
|   | Belgium            | Frederik Deberdt                       | „La Sylphide”                | A. Bournonville         | Továbbjutott |
|   | Ciprus             | Dáfni Mújaszí                          | „The Sleeping Beauty”        | M. Petipa               | Kiesett      |
|   | Csehország         | Lukáš Slavický és Zuzana Zahradníková  | „Don Quixote”                | M. Petipa               | Kiesett      |
|   | Egyesült Királyság | Lara Glew                              | „La Bayadère”                | M. Petipa               | Kiesett      |
|   | Finnország         | Aarne Ruutu                            | „La Sylphide”                | A. Bournonville         | Továbbjutott |
|   | Franciaország      | Emmanuel Eggermont és Juliette Roudet  | „Les chiens”                 | J. Bouvier és R. Obadia | Továbbjutott |
|   | Görögország        | María Búbulí                           | „Don Quixote”                | M. Petipa               | Továbbjutott |
|   | Hollandia          | Ernst Meisner                          | „La fille mal gardée”        | J. Dauberval            | Továbbjutott |
|   | Lengyelország      | Marta Wojtaszewska és Marcin Krajewski | „Stars & Stripes”            | G. Balanchine           | Továbbjutott |
|   | Lettország         | Elza Leimane                           | „Esmeralda”                  | J. Perrot               | Továbbjutott |
|   | Magyarország       | Bongár Attila                          | „Le Corsaire”                | M. Petipa               | Kiesett      |
|   | Németország        | Yohan Stegli és Katja Wünsche          | „Cinderella”                 | J. Neumeier             | Továbbjutott |
|   | Spanyolország      | Clara Blanco                           | „Variation of Giselle”       | J. Coralli és J. Perrot | Továbbjutott |
|   | Svájc              | Laetitia Guggi                         | „La Bayadère”                | M. Petipa               | Kiesett      |
|   | Svédország         | Nathalie Nordquist                     | „Flower Festival in Genzano” | A. Bournonville         | Továbbjutott |
|   | Szlovénia          | Ana Klašnja                            | „Variation of Giselle”       | J. Coralli és J. Perrot | Kiesett      |

## Döntő
A döntőt 1999. július 10-én rendezték meg tíz ország részvételével. A végső döntést a hétfős szakmai zsűri hozta meg.
| #  | Ország        | Táncos                                 | Tánc                         | Koreográfus             | Helyezés |
| -- | ------------- | -------------------------------------- | ---------------------------- | ----------------------- | -------- |
| 01 | Görögország   | María Búbulí                           | „Don Quixote”                | M. Petipa               | —        |
| 02 | Hollandia     | Ernst Meisner                          | „La fille mal gardée”        | J. Dauberval            | —        |
| 03 | Spanyolország | Clara Blanco                           | „Variation of Giselle”       | J. Coralli és J. Perrot | 3.       |
| 04 | Franciaország | Emmanuel Eggermont és Juliette Roudet  | „Les chiens”                 | J. Bouvier és R. Obadia | —        |
| 05 | Lengyelország | Marta Wojtaszewska és Marcin Krajewski | „Stars & Stripes”            | G. Balanchine           | —        |
| 06 | Lettország    | Elza Leimane                           | „Esmeralda”                  | J. Perrot               | —        |
| 07 | Finnország    | Aarne Ruutu                            | „La Sylphide”                | A. Bournonville         | —        |
| 08 | Németország   | Yohan Stegli és Katja Wünsche          | „Cinderella”                 | J. Neumeier             | 1.       |
| 09 | Belgium       | Frederik Deberdt                       | „La Sylphide”                | A. Bournonville         | —        |
| 10 | Svédország    | Nathalie Nordquist                     | „Flower Festival in Genzano” | A. Bournonville         | 2.       |

## Visszatérő előadók
| Előadó      | Ország    | Előző év(ek) |
| ----------- | --------- | ------------ |
| Ana Klašnja | Szlovénia | 1997         |

## Közvetítő országok
Összesen 20 ország közvetítette a versenyt, köztük Horvátország, Írország, Norvégia és Oroszország is.
| - Belgium - Ciprus - Csehország - Egyesült Királyság - Finnország - Franciaország – France 3 - Görögország | - Hollandia - Horvátország - Írország - Lengyelország - Lettország - Magyarország – MTV 2 (felvételről 1999. augusztus 1-jén) - Németország | - Norvégia - Oroszország - Spanyolország - Svájc - Svédország - Szlovénia |

## Térkép

A döntő résztvevői
Az elődöntőben kiesett országok
Országok, melyek korábban részt vettek, de ebben az évben nem